# Дискография Барбры Стрейзанд
Дискография американской певицы, актрисы и автора песен Барбры Стрейзанд включает в себя тридцать шесть студийных альбомов, одиннадцать сборников, десять концертных альбомов, пятнадцать саундтреков и сто семнадцать синглов.
Барбра Стрейзанд является одной из самых продаваемых исполнительниц всех времён, она продала более чем восемьдесят миллионов записей в Соединённых Штатах (что делает её самой продаваемой певицей в стране и одним из самых сертифицируемых Американской ассоциацией звукозаписывающих компаний артистов), а в общей сложности было продано более ста пятидесяти миллионов записей проданных по всему миру. В родной стране певица продала более шестидесяти миллионов копий своих альбомов, она имеет пятьдесят два золотых и тридцать один платиновый альбом, чем превосходит всех других исполнителей, уступая только Элвису Пресли. Стрейзанд является единственной певицей, которая имеет четырнадцать мультиплатиновых альбомов.
Согласно Billboard, Стрейзанд удерживает рекорд среди исполнительниц с наибольшим количеством альбомов номер один в США (11). Billboard также признал Стрейзанд самой успешной артисткой в альбомном чарте Billboard 200 и одним из самых успешных артистов в сингловом чарте Billboard Hot 100 за всё время.
Певица имеет альбом номер один в каждом из шести десятилетий с момента дебюта, что является абсолютным рекордом, также певица провела наибольшее количество недель в Billboard 200. В общей сложности тридцать четыре альбома исполнительницы попали в топ-10 чарта Billboard 200 с 1963 года. В 1964 году сразу пять альбомов Стрейзанд находились в чарте Billboard 200, Стрейзанд удерживала этот рекорд в течение полувека, пока сразу десять альбомов Уитни Хьюстон не вошли в данный чарт после её смерти в 2012 году. В том же 1964 году Стрейзанд стала первой и единственной исполнительницей, три альбома которой попали в топ-10 годового итогового альбомного чарта Billboard. В марте 1977 года Стрейзанд стала первой певицей, у которой и альбом (A Star is Born), и сингл («Evergreen (Love Theme from A Star Is Born)») одновременно находились на первом месте в чартах Billboard. Самым продаваемым альбомом Стрейзанд остаётся Guilty (1980) — его продажи составляют около пятнадцати миллионов копий по всему миру, с него также был выпущен ряд успешных синглов. С этим альбомом певица в Великобритании стала первой исполнительницей, чьи альбом (Guilty) и сингл («Woman in Love») занимали первые строчки одновременно. В 1982 году сборник Memories стал самым продаваемым альбомом года в Великобритании, Стрейзанд стала первой исполнительницей с подобным результатом.
Пять синглов певицы достигли первой строчки в США, четыре из которых она заимела в семидесятые годы, подобным результатом обладали в то время только Дайана Росс и Донна Саммер, с последней она разделила свой четвёртый «номер один» («No More Tears (Enough Is Enough)»), пятый чарттоппер певицы вышел в 1980 году — супер-хит «Woman in Love». Песня «The Way We Were», с которой певица впервые возглавила чарт, стала первой песней-лидером в США, написанной женщиной. Сингл «Woman in Love» является одним из самых продаваемых за всю историю Франции.
В арсенале Барбры Стрейзанд более 200 различных наград. Певица сорок три раза была номинирована на премию «Грэмми», впервые она получила статуэтку (а точнее две) в 1963 году за свой дебютный альбом The Barbra Streisand Album, позже было ещё шесть побед. Певица также получила специальные награды «Грэмми» «За музыкальные достижения всей жизни» и «Музыкант-легенда», певица включена в Зал славы премии «Грэмми» в 1998 году. Также певица получила премию «Оскар» за лучшую песню, для фильма «Звезда родилась» («Evergreen (Love Theme from A Star Is Born)») в 1977 году, вторая номинация в этой категории её ждала в 1997 году с песней «I Finally Found Someone» к фильму «У зеркала два лица».

## Альбомы

### Студийные альбомы
| Название                                                                           | Детали                                                                  | Наивысшая позиция в чартах | Наивысшая позиция в чартах | Наивысшая позиция в чартах | Наивысшая позиция в чартах | Наивысшая позиция в чартах | Наивысшая позиция в чартах | Наивысшая позиция в чартах | Наивысшая позиция в чартах | Наивысшая позиция в чартах | Наивысшая позиция в чартах | Сертификации |
| Название                                                                           | Детали                                                                  | США                        | АВС                        | АВТ                        | ВЕЛ                        | ИСП                        | КАН                        | НОЗ                        | НОР                        | ШВА                        | ШВЕ                        | Сертификации |
| ---------------------------------------------------------------------------------- | ----------------------------------------------------------------------- | -------------------------- | -------------------------- | -------------------------- | -------------------------- | -------------------------- | -------------------------- | -------------------------- | -------------------------- | -------------------------- | -------------------------- | --- |
| The Barbra Streisand Album                                                         | - Выпущен: 25 февраля 1963 - Лейбл: Columbia - Формат: LP, кассета, CD  | 9                          | 6                          | —                          | —                          | —                          | —                          | —                          | —                          | —                          | —                          | - RIAA: Золотой |
| The Second Barbra Streisand Album                                                  | - Выпущен: Август 1963 - Лейбл: Columbia - Формат: LP, кассета, CD      | 2                          | —                          | —                          | —                          | —                          | —                          | —                          | —                          | —                          | —                          | - RIAA: Золотой |
| The Third Album                                                                    | - Выпущен: Февраль 1964 - Лейбл: Columbia - Формат: LP, кассета, CD     | 5                          | —                          | —                          | —                          | —                          | —                          | —                          | —                          | —                          | —                          | - RIAA: Золотой |
| People                                                                             | - Выпущен: Сентябрь 1964 - Лейбл: Columbia - Формат: LP, кассета, CD    | 1                          | —                          | —                          | —                          | —                          | —                          | —                          | —                          | —                          | —                          | - RIAA: Платиновый |
| My Name Is Barbra                                                                  | - Выпущен: Май 1965 - Лейбл: Columbia - Формат: LP, кассета, CD         | 2                          | —                          | —                          | —                          | —                          | —                          | —                          | —                          | —                          | —                          | - RIAA: Золотой |
| My Name Is Barbra, Two…                                                            | - Выпущен: Октябрь 1965 - Лейбл: Columbia - Формат: LP, кассета, CD     | 2                          | 5                          | —                          | 6                          | —                          | —                          | —                          | —                          | —                          | —                          | - RIAA: Платиновый |
| Color Me Barbra                                                                    | - Выпущен: Март 1966 - Лейбл: Columbia - Формат: LP, кассета, CD        | 3                          | 5                          | —                          | —                          | —                          | —                          | —                          | 15                         | —                          | —                          | - RIAA: Золотой |
| Je m’appelle Barbra                                                                | - Выпущен: Октябрь 1966 - Лейбл: Columbia - Формат: LP, кассета, CD     | 5                          | —                          | —                          | —                          | —                          | —                          | —                          | —                          | —                          | —                          | - RIAA: Золотой |
| Simply Streisand                                                                   | - Выпущен: октябрь 1967 - Лейбл: Columbia - Формат: LP, кассета, CD     | 12                         | —                          | —                          | —                          | —                          | —                          | —                          | —                          | —                          | —                          | - RIAA: Золотой |
| A Christmas Album                                                                  | - Выпущен: Октябрь 1967 - Лейбл: Columbia - Формат: LP, кассета, CD     | 108                        | —                          | —                          | —                          | —                          | —                          | —                          | —                          | —                          | —                          | - RIAA: 5×Платиновый |
| What About Today?                                                                  | - Выпущен: Июль 1969 - Лейбл: Columbia - Формат: LP, кассета, CD        | 31                         | —                          | —                          | —                          | —                          | 26                         | —                          | —                          | —                          | —                          | |
| Stoney End                                                                         | - Выпущен: Февраль 1971 - Лейбл: Columbia - Формат: LP, кассета, CD     | 10                         | —                          | —                          | 28                         | —                          | 12                         | —                          | —                          | —                          | —                          | - RIAA: Платиновый |
| Barbra Joan Streisand                                                              | - Выпущен: Август 1971 - Лейбл: Columbia - Формат: LP, кассета, CD      | 11                         | —                          | —                          | —                          | —                          | 25                         | —                          | —                          | —                          | —                          | - RIAA: Золотой |
| Barbra Streisand…And Other Musical Instruments                                     | - Выпущен: 2 ноября 1973 - Лейбл: Columbia - Формат: LP, кассета, CD    | 64                         | —                          | —                          | —                          | —                          | 80                         | —                          | —                          | —                          | —                          | |
| The Way We Were                                                                    | - Выпущен: 1 января 1974 - Лейбл: Columbia - Формат: LP, кассета, CD    | 1                          | 10                         | —                          | 49                         | —                          | 3                          | —                          | —                          | —                          | —                          | - ARIAA: 2× Платиновый - ARIA: Золотой - CRIA: 2× Платиновый                                                                                     |
| ButterFly                                                                          | - Выпущен: 1 октября 1974 - Лейбл: Columbia - Формат: LP, кассета, CD   | 13                         | 49                         | —                          | —                          | —                          | 11                         | —                          | —                          | —                          | —                          | - RIAA: Золотой |
| Lazy Afternoon                                                                     | - Выпущен: 14 октября 1975 - Лейбл: Columbia - Формат: LP, кассета, CD  | 12                         | 84                         | —                          | —                          | —                          | 54                         | —                          | —                          | —                          | —                          | - RIAA: Золотой |
| Classical Barbra                                                                   | - Выпущен: Февраль 1976 - Лейбл: Columbia - Формат: LP, кассета, CD     | 46                         | —                          | —                          | —                          | —                          | 87                         | —                          | —                          | —                          | —                          | - RIAA: Золотой |
| Superman                                                                           | - Выпущен: Июнь 1977 - Лейбл: Columbia - Формат: LP, кассета, CD        | 3                          | 11                         | —                          | 32                         | —                          | 1                          | 33                         | —                          | —                          | 46                         | - ARIA: 2× Платиновый - ARIA: Золотой - CRIA: 2× Платиновый                                                                                      |
| Songbird                                                                           | - Выпущен: Май 1978 - Лейбл: Columbia - Формат: LP, кассета, CD         | 12                         | 30                         | —                          | 50                         | —                          | 10                         | —                          | —                          | —                          | —                          | - RIAA: Платиновый - ARIA: Золотой - CAN: Платиновый                                                                                             |
| Wet                                                                                | - Выпущен: Октябрь 1979 - Лейбл: Columbia - Формат: LP, кассета, CD     | 7                          | 7                          | —                          | 25                         | —                          | 7                          | 21                         | 39                         | —                          | 22                         | - RIAA: Платиновый - ARIA: Платиновый - CRIA: Платиновый - BPI: Золотой                                                                          |
| Guilty                                                                             | - Выпущен: 23 сентября 1980 - Лейбл: Columbia - Формат: LP, кассета, CD | 1                          | 1                          | 1                          | 1                          | 1                          | 1                          | 1                          | 1                          | 1                          | 1                          | - RIAA: 5× Платиновый - ARIA: 6× Платиновый - CRIA: 5× Платиновый - BVMI: Платиновый - IFPI: Бриллиантовый - FRA: 2× Платиновый - UK: Платиновый |
| Emotion                                                                            | - Выпущен: 9 октября 1984 - Лейбл: Columbia - Формат: LP, кассета, CD   | 19                         | 13                         | 13                         | 15                         | —                          | 44                         | 25                         | 13                         | 17                         | 23                         | - RIAA: Платиновый - ARIA: Платиновый - CRIA: Золотой                                                                                            |
| The Broadway Album                                                                 | - Выпущен: 5 ноября 1985 - Лейбл: Columbia - Формат: LP, кассета, CD    | 1                          | 8                          | 29                         | 3                          | —                          | 11                         | 1                          | —                          | —                          | 26                         | - ARIA: 4× Платиновый - CRIA: 2× Платиновый - BPI: Золотой                                                                                       |
| Till I Loved You                                                                   | - Выпущен: 25 октября 1988 - Лейбл: Columbia - Формат: LP, кассета, CD  | 10                         | 21                         | —                          | 29                         | 19                         | —                          | —                          | 16                         | 16                         | 34                         | - RIAA: Платиновый - ARIA: Платиновый - CRIA: Платиновый - IFPI: Золотой                                                                         |
| Back to Broadway                                                                   | - Выпущен: 29 июня 1993 - Лейбл: Columbia - Формат: LP, кассета, CD     | 1                          | 3                          | 37                         | 4                          | —                          | 6                          | 11                         | —                          | —                          | 32                         | - RIAA: 2× Платиновый - CRIA: Платиновый - BPI: Золотой                                                                                          |
| Higher Ground                                                                      | - Выпущен: 11 ноября 1997 - Лейбл: Columbia - Формат: Кассета, CD       | 1                          | 14                         | 42                         | 12                         | 29                         | 5                          | 23                         | 16                         | 15                         | 34                         | - RIAA: 3× Платиновый - ARIA: Платиновый - CRIA: 3× Платиновый - BPI: Золотой                                                                    |
| A Love Like Ours                                                                   | - Выпущен: 21 сентября 1999 - Лейбл: Columbia - Формат: Кассета, CD     | 6                          | 12                         | 45                         | 12                         | 44                         | 29                         | 38                         | 6                          | 39                         | —                          | - RIAA: Платиновый - ARIA: Золотой - CRIA: Золотой - BPI: Золотой                                                                                |
| Christmas Memories                                                                 | - Выпущен: 30 октября 2001 - Лейбл: Columbia - Формат: Кассета, CD      | 15                         | —                          | —                          | 137                        | —                          | —                          | —                          | —                          | —                          | —                          | - RIAA: Платиновый |
| The Movie Album                                                                    | - Выпущен: 14 октября 2003 - Лейбл: Columbia - Формат: CD               | 5                          | 36                         | —                          | 25                         | 12                         | 10                         | —                          | —                          | —                          | —                          | - RIAA: Золотой - ARIA: Золотой - BPI: Серебряный                                                                                                |
| Guilty Pleasures                                                                   | - Выпущен: 20 сентября 2005 - Лейбл: Columbia - Формат: CD              | 5                          | 22                         | 20                         | 3                          | 21                         | 9                          | 12                         | 29                         | 51                         | 13                         | - RIAA: Золотой - CRIA: Золотой - BPI: Платиновый                                                                                                |
| Love Is the Answer                                                                 | - Выпущен: 29 сентября 2009 - Лейбл: Columbia - Формат: CD              | 1                          | 22                         | 10                         | 1                          | 6                          | 2                          | 15                         | —                          | 32                         | 33                         | - RIAA: Золотой - CAN: Золотой - UK: Золотой |
| What Matters Most                                                                  | - Выпущен: 23 августа 2011 - Лейбл: Columbia - Формат: CD               | 4                          | 42                         | 29                         | 7                          | 18                         | 10                         | —                          | 30                         | 28                         | 54                         | |
| Partners                                                                           | - Выпущен: 16 сентября 2014 - Лейбл: Columbia - Формат: CD              | 1                          | 1                          | 10                         | 2                          | 4                          | 1                          | 2                          | 25                         | 16                         | —                          | - ARIA: Платиновый - NZ: Золотой - BPI: Платиновый - RIAA: Платиновый                                                                            |
| Encore: Movie Partners Sing Broadway                                               | - Выпущен: 26 августа 2016 - Лейбл: Columbia - Формат: CD               | 1                          | 1                          | 2                          | 1                          | 4                          | 3                          | 2                          | —                          | 24                         | —                          | - RIAA: Золотой |
| Walls                                                                              | - Выпущен: 2 ноября 2018 - Лейбл: Columbia - Формат: LP, CD             | 12                         | 7                          | 18                         | 6                          | 16                         | 33                         | 38                         | —                          | 19                         | —                          | - RIAA: Серебряный |
| Символ «—» означает, что альбом не попал в чарт или не выпускался в данной стране. |                                                                         |                            |                            |                            |                            |                            |                            |                            |                            |                            |                            | |

### Концертные альбомы
| Название                                                                           | Детали                                                                | Наивысшая позиция в чартах | Наивысшая позиция в чартах | Наивысшая позиция в чартах | Наивысшая позиция в чартах | Наивысшая позиция в чартах | Наивысшая позиция в чартах | Наивысшая позиция в чартах | Наивысшая позиция в чартах | Наивысшая позиция в чартах | Наивысшая позиция в чартах | Сертификации                                                 |
| Название                                                                           | Детали                                                                | США                        | АВС                        | АВТ                        | ВЕЛ                        | ИСП                        | КАН                        | НОЗ                        | ШОТ                        | ШВА                        | ШВЕ                        | Сертификации                                                 |
| ---------------------------------------------------------------------------------- | --------------------------------------------------------------------- | -------------------------- | -------------------------- | -------------------------- | -------------------------- | -------------------------- | -------------------------- | -------------------------- | -------------------------- | -------------------------- | -------------------------- | ------------------------------------------------------------ |
| A Happening in Central Park                                                        | - Выпущен: Сентябрь 1968 - Лейбл: Columbia - Формат: LP, кассета, CD  | 30                         | —                          | —                          | —                          | —                          | 19                         | —                          | —                          | —                          | —                          | - RIAA: Золотой                                              |
| Live Concert at the Forum                                                          | - Выпущен: 1 октября 1972 - Лейбл: Columbia - Формат: LP, кассета, CD | 19                         | —                          | —                          | —                          | —                          | 17                         | —                          | —                          | —                          | —                          | - RIAA: Платиновый                                           |
| One Voice                                                                          | - Выпущен: Апрель 1987 - Лейбл: Columbia - Формат: LP, кассета, CD    | 9                          | 15                         | —                          | 27                         | 18                         | 28                         | 7                          | —                          | —                          | 33                         | - RIAA: Платиновый - ARIA: Золотой - CRIA: 2×Платиновый      |
| Barbra: The Concert                                                                | - Выпущен: Сентябрь 1994 - Лейбл: Columbia - Формат: LP, кассета, CD  | 10                         | 20                         | —                          | 63                         | 12                         | 27                         | —                          | —                          | —                          | —                          | - RIAA: 3×Платиновый - ARIA: Платиновый - CRIA: 3×Платиновый |
| The Concert: Highlights                                                            | - Выпущен: 1995 - Лейбл: Columbia - Формат: Кассета, CD               | 81                         | —                          | —                          | —                          | —                          | —                          | —                          | —                          | —                          | —                          | - RIAA: Золотой                                              |
| Timeless: Live in Concert                                                          | - Выпущен: 19 сентября 2000 - Лейбл: Columbia - Формат: Кассета, CD   | 21                         | 66                         | —                          | 54                         | —                          | —                          | —                          | —                          | —                          | —                          | - RIAA: Платиновый                                           |
| Live in Concert 2006                                                               | - Выпущен: 8 мая 2007 - Лейбл: Columbia - Формат: Кассета, CD         | 7                          | —                          | 7                          | 48                         | 8                          | —                          | —                          | —                          | 23                         | —                          |                                                              |
| One Night Only: Barbra Streisand and Quartet at The Village Vanguard               | - Выпущен: 4 мая 2010 - Лейбл: Columbia - Формат: CD, DVD, Blu-ray    | —                          | 14                         | 4                          | 2                          | —                          | —                          | 6                          | —                          | 6                          | —                          | - RIAA: Платиновый                                           |
| Back to Brooklyn                                                                   | - Выпущен: 25 ноября 2013 - Лейбл: Columbia - Формат: CD              | —                          | —                          | —                          | 102                        | —                          | —                          | —                          | —                          | —                          | —                          |                                                              |
| The Music...The Mem’ries...The Magic!                                              | - Выпущен: 8 декабря 2017 - Лейбл: Columbia - Формат: CD              | 69                         | 45                         | —                          | 65                         | —                          | —                          | 6                          | 59                         | —                          | —                          |                                                              |
| Live at the Bon Soir                                                               | - Выпущен: 4 ноября 2022 - Лейбл: Columbia - Формат: CD, LP, цифровой | 150                        | —                          | —                          | —                          | 82                         | —                          | —                          | 28                         | —                          | —                          |                                                              |
| Символ «—» означает, что альбом не попал в чарт или не выпускался в данной стране. |                                                                       |                            |                            |                            |                            |                            |                            |                            |                            |                            |                            |                                                              |

### Сборники
| Название                                                                           | Детали                                                                               | Наивысшая позиция в чартах | Наивысшая позиция в чартах | Наивысшая позиция в чартах | Наивысшая позиция в чартах | Наивысшая позиция в чартах | Наивысшая позиция в чартах | Наивысшая позиция в чартах | Наивысшая позиция в чартах | Наивысшая позиция в чартах | Наивысшая позиция в чартах | Сертификации                                                   |
| Название                                                                           | Детали                                                                               | США                        | АВС                        | АВТ                        | ВЕЛ                        | ИСП                        | КАН                        | НОЗ                        | НОР                        | ШВА                        | ШВЕ                        | Сертификации                                                   |
| ---------------------------------------------------------------------------------- | ------------------------------------------------------------------------------------ | -------------------------- | -------------------------- | -------------------------- | -------------------------- | -------------------------- | -------------------------- | -------------------------- | -------------------------- | -------------------------- | -------------------------- | -------------------------------------------------------------- |
| Barbra Streisand’s Greatest Hits                                                   | - Выпущен: Январь 1970 - Лейбл: Columbia - Формат: LP, кассета, CD                   | 32                         | —                          | 17                         | 44                         | —                          | —                          | —                          | —                          | —                          | —                          | - RIAA: 2×Платиновый - ARIA: Золотой                           |
| Barbra Streisand’s Greatest Hits Vol. 2                                            | - Выпущен: 15 ноября 1978 - Лейбл: Columbia - Формат: LP, кассета, CD                | 1                          | 2                          | 1                          | 1                          | —                          | 1                          | 1                          | —                          | —                          | —                          | - RIAA: 5×Платиновый - ARIA: 2×Платиновый - CRIA: 5×Платиновый |
| Memories                                                                           | - Выпущен: Ноябрь 1981 - Лейбл: Columbia - Формат: LP, кассета, CD                   | 10                         | 7                          | 14                         | 1                          | 20                         | 3                          | 2                          | 12                         | —                          | 4                          | - RIAA: 5×Платиновый - ARIA: 6×Платиновый - CRIA: 5×Платиновый |
| A Collection: Greatest Hits…and More                                               | - Выпущен: 3 октября 1989 - Лейбл: Columbia - Формат: LP, кассета, CD                | 26                         | 22                         | 43                         | 22                         | 83                         | 8                          | 40                         | 6                          | —                          | 1                          | - RIAA: 2× Платиновый - ARIA: Платиновый - CRIA: 2× Платиновый |
| Just for the Record…                                                               | - Выпущен: 24 сентября 1991 - Лейбл: Columbia - Формат: LP, кассета, CD              | 38                         | —                          | —                          | —                          | —                          | —                          | —                          | —                          | —                          | —                          | - RIAA: Платиновый                                             |
| The Essential Barbra Streisand                                                     | - Выпущен: 29 января 2002 - Лейбл: Columbia - Формат: Кассета, CD                    | 15                         | 5                          | —                          | 1                          | 14                         | 8                          | 3                          | 42                         | —                          | 4                          | - RIAA: Платиновый - ARIA: Платиновый                          |
| Duets                                                                              | - Выпущен: 26 ноября 2002 - Лейбл: Columbia - Формат: Кассета, CD                    | 38                         | 13                         | —                          | 30                         | 26                         | 44                         | 11                         | 9                          | 88                         | —                          | - RIAA: Золотой - ARIA: Платиновый                             |
| The Ultimate Collection                                                            | - Выпущен: 29 марта 2010 - Лейбл: Columbia - Формат: CD                              | —                          | 58                         | —                          | 8                          | 73                         | 23                         | —                          | 32                         | 82                         | 24                         |                                                                |
| Release Me                                                                         | - Выпущен: 25 сентября 2012 - Лейбл: Columbia - Формат: LP, CD                       | 7                          | —                          | 8                          | 31                         | 33                         | 138                        | —                          | 37                         | 78                         | —                          |                                                                |
| The Classic Christmas Album                                                        | - Выпущен: 25 сентября 2012 - Лейбл: Columbia - Формат: LP, CD                       | 95                         | —                          | —                          | —                          | —                          | 37                         | —                          | —                          | —                          | —                          |                                                                |
| Release Me 2                                                                       | - Выпущен: 6 августа 2021 - Лейбл: Legacy Recordings - Формат: CD, цифровая загрузка | 15                         | 15                         | 19                         | 5                          | 28                         | —                          | —                          | —                          | 16                         | —                          |                                                                |
| Символ «—» означает, что альбом не попал в чарт или не выпускался в данной стране. |                                                                                      |                            |                            |                            |                            |                            |                            |                            |                            |                            |                            |                                                                |

### Саундтреки
| Название                                                                           | Детали                                                                  | Наивысшая позиция в чартах | Наивысшая позиция в чартах | Наивысшая позиция в чартах | Наивысшая позиция в чартах | Наивысшая позиция в чартах | Наивысшая позиция в чартах | Наивысшая позиция в чартах | Наивысшая позиция в чартах | Наивысшая позиция в чартах | Наивысшая позиция в чартах | Сертификации                                                   |
| Название                                                                           | Детали                                                                  | США                        | АВС                        | АВТ                        | ВЕЛ                        | ИСП                        | КАН                        | НОЗ                        | НОР                        | ШВА                        | ШВЕ                        | Сертификации                                                   |
| ---------------------------------------------------------------------------------- | ----------------------------------------------------------------------- | -------------------------- | -------------------------- | -------------------------- | -------------------------- | -------------------------- | -------------------------- | -------------------------- | -------------------------- | -------------------------- | -------------------------- | -------------------------------------------------------------- |
| I Can Get It for You Wholesale: Original Broadway Cast Recording                   | - Выпущен: 10 апреля 1962 - Лейбл: Columbia - Формат: LP                | 125                        | —                          | —                          | —                          | —                          | —                          | —                          | —                          | —                          | —                          |                                                                |
| Pins and Needles: 25th Anniversary                                                 | - Выпущен: Май 1962 - Лейбл: Columbia - Формат: LP, кассета, CD         | 125                        | —                          | —                          | —                          | —                          | —                          | —                          | —                          | —                          | —                          |                                                                |
| Funny Girl — Original Broadway Cast Recording                                      | - Выпущен: Апрель 1964 - Лейбл: Capitol - Формат: LP, кассета, CD       | 2                          | 8                          | —                          | —                          | —                          | —                          | —                          | —                          | —                          | —                          | - RIAA: Золотой                                                |
| Funny Girl                                                                         | - Выпущен: Август 1968 - Лейбл: Columbia - Формат: LP, кассета, CD      | 12                         | 4                          | —                          | 11                         | 6                          | 10                         | —                          | —                          | —                          | —                          | - RIAA: Платиновый - CRIA: Золотой                             |
| Hello, Dolly!                                                                      | - Выпущен: Октябрь 1969 - Лейбл: Columbia - Формат: LP, кассета, CD     | 49                         | —                          | —                          | 45                         | 17                         | 33                         | —                          | —                          | —                          | —                          |                                                                |
| On a Clear Day You Can See Forever                                                 | - Выпущен: Июль 1970 - Лейбл: Columbia - Формат: LP, кассета, CD        | 108                        | —                          | —                          | —                          | —                          | —                          | —                          | —                          | —                          | —                          |                                                                |
| The Owl and the Pussycat                                                           | - Выпущен: 19 декабря 1970 - Лейбл: Columbia - Формат: LP, кассета, CD  | 186                        | —                          | —                          | —                          | —                          | 74                         | —                          | —                          | —                          | —                          |                                                                |
| The Way We Were: Original Soundtrack Recording                                     | - Выпущен: 1 января 1974 - Лейбл: Columbia - Формат: LP, кассета, CD    | 20                         | —                          | —                          | —                          | —                          | —                          | —                          | —                          | —                          | —                          | - RIAA: Золотой                                                |
| Funny Lady                                                                         | - Выпущен: 15 марта 1975 - Лейбл: Arista - Формат: LP, кассета, CD      | 6                          | 50                         | —                          | —                          | —                          | 17                         | —                          | —                          | —                          | —                          | - RIAA: Золотой                                                |
| A Star Is Born                                                                     | - Выпущен: Ноябрь 1976 - Лейбл: Columbia - Формат: LP, кассета, CD      | 1                          | 3                          | —                          | 1                          | 10                         | 1                          | 9                          | —                          | —                          | 22                         | - RIAA: 4×Платиновый - ARIA: 2×Платиновый - CRIA: 5×Платиновый |
| The Main Event                                                                     | - Выпущен: Июнь 1979 - Лейбл: Columbia - Формат: LP, кассета, CD        | 20                         | —                          | —                          | —                          | —                          | 11                         | —                          | —                          | —                          | —                          | - RIAA: Золотой                                                |
| Yentl                                                                              | - Выпущен: 8 ноября 1983 - Лейбл: Columbia - Формат: LP, кассета, CD    | 9                          | 24                         | 7                          | 21                         | —                          | 16                         | 5                          | 26                         | 4                          | 29                         | - RIAA: Платиновый - CRIA: Платиновый                          |
| Nuts                                                                               | - Выпущен: 21 ltrf, hz 1987 - Лейбл: Columbia - Формат: LP, кассета, CD | —                          | —                          | —                          | —                          | —                          | —                          | —                          | —                          | —                          | —                          |                                                                |
| The Prince of Tides                                                                | - Выпущен: 12 ноября 1991 - Лейбл: Columbia - Формат: LP, кассета, CD   | 84                         | —                          | —                          | —                          | —                          | —                          | —                          | —                          | —                          | —                          |                                                                |
| The Mirror Has Two Faces                                                           | - Выпущен: 12 ноября 1996 - Лейбл: Columbia - Формат: LP, кассета, CD   | 16                         | —                          | —                          | —                          | —                          | 11                         | —                          | —                          | —                          | —                          | - RIAA: Платиновый                                             |
| Символ «—» означает, что альбом не попал в чарт или не выпускался в данной стране. |                                                                         |                            |                            |                            |                            |                            |                            |                            |                            |                            |                            |                                                                |

## Синглы

### Как главный артист

#### 1960-е годы
| Год                                                                               | Название                                                         | Наивысшая позиция в чартах | Наивысшая позиция в чартах | Наивысшая позиция в чартах | Наивысшая позиция в чартах | Наивысшая позиция в чартах | Наивысшая позиция в чартах | Наивысшая позиция в чартах | Наивысшая позиция в чартах | Наивысшая позиция в чартах | Наивысшая позиция в чартах | Сертификации | Альбом                                           |
| Год                                                                               | Название                                                         | США Hot 100                | США AC                     | США Cash Box               | АВС                        | БЕЛ                        | ВЕЛ                        | ИРЛ                        | КАН                        | КАН AC                     | НИД                        | Сертификации | Альбом                                           |
| --------------------------------------------------------------------------------- | ---------------------------------------------------------------- | -------------------------- | -------------------------- | -------------------------- | -------------------------- | -------------------------- | -------------------------- | -------------------------- | -------------------------- | -------------------------- | -------------------------- | ------------ | ------------------------------------------------ |
| 1962                                                                              | «Miss Marmelstein»                                               | —                          | —                          | —                          | —                          | —                          | —                          | —                          | —                          | —                          | —                          |              | I Can Get It for You Wholesale                   |
| 1962                                                                              | «Happy Days Are Here Again»                                      | —                          | —                          | —                          | —                          | —                          | —                          | —                          | —                          | —                          | —                          |              | The Barbra Streisand Album                       |
| 1962                                                                              | «My Coloring Book»                                               | —                          | —                          | —                          | —                          | —                          | —                          | —                          | —                          | —                          | —                          |              | The Second Barbra Streisand Album                |
| 1964                                                                              | «People»                                                         | 5                          | 1                          | 5                          | 20                         | —                          | —                          | —                          | 30                         | —                          | 30                         |              | Funny Girl                                       |
| 1964                                                                              | «I Am Woman»                                                     | —                          | —                          | —                          | —                          | —                          | —                          | —                          | —                          | —                          | —                          |              | Бисайд сингла «People»                           |
| 1964                                                                              | «Funny Girl»                                                     | 44                         | 6                          | 47                         | —                          | —                          | —                          | —                          | —                          | —                          | —                          |              | без альбома                                      |
| 1964                                                                              | «Absent Minded Me»                                               | —                          | —                          | —                          | —                          | —                          | —                          | —                          | —                          | —                          | —                          |              | Бисайд сингла «Funny Girl»                       |
| 1965                                                                              | «Why Did I Choose You»                                           | 77                         | 15                         | 72                         | —                          | —                          | —                          | —                          | —                          | —                          | —                          |              | My Name Is Barbra                                |
| 1965                                                                              | «My Man»                                                         | 79                         | 17                         | 48                         | —                          | —                          | —                          | —                          | —                          | —                          | —                          |              | My Name Is Barbra                                |
| 1965                                                                              | «He Touched Me»                                                  | 53                         | 2                          | 51                         | —                          | —                          | —                          | —                          | —                          | —                          | —                          |              | My Name Is Barbra, Two…                          |
| 1965                                                                              | «Second Hand Rose»                                               | 32                         | 5                          | 36                         | 6                          | 18                         | 14                         | —                          | 30                         | 1                          | 3                          |              | My Name Is Barbra, Two…                          |
| 1966                                                                              | «Where Am I Going?»                                              | 94                         | 4                          | 96                         | —                          | —                          | —                          | —                          | —                          | 13                         | —                          |              | Color Me Barbra                                  |
| 1966                                                                              | «You Wanna Bet»                                                  | —                          | 18                         | —                          | —                          | —                          | —                          | —                          | —                          | —                          | —                          |              | Бисайд сингла «Where Am I Going?»                |
| 1966                                                                              | «Sam, You Made the Pants Too Long»                               | 98                         | 9                          | 79                         | —                          | —                          | —                          | —                          | —                          | —                          | —                          |              | Color Me Barbra                                  |
| 1966                                                                              | «The Minute Waltz»                                               | —                          | 23                         | —                          | —                          | —                          | —                          | —                          | —                          | —                          | —                          |              | Бисайд сингла «Sam, You Made the Pants Too Long» |
| 1966                                                                              | «Non C’est Rien»                                                 | —                          | 15                         | —                          | —                          | —                          | —                          | —                          | —                          | —                          | —                          |              | Color Me Barbra                                  |
| 1966                                                                              | «Free Again»                                                     | 83                         | 8                          | 66                         | —                          | —                          | —                          | —                          | —                          | —                          | —                          |              | Je m’appelle Barbra                              |
| 1966                                                                              | «Sleep in Heavenly Peace (Silent Night)»                         | —                          | —                          | —                          | 72                         | —                          | —                          | —                          | —                          | —                          | —                          |              | A Christmas Album                                |
| 1967                                                                              | «Stout-hearted Men»                                              | 92                         | 2                          | —                          | —                          | —                          | —                          | —                          | —                          | —                          | —                          |              | Simply Streisand                                 |
| 1967                                                                              | «Lover Man (Oh, Where Can You Be?)»                              | —                          | 29                         | —                          | —                          | —                          | —                          | —                          | —                          | —                          | —                          |              | Simply Streisand                                 |
| 1967                                                                              | «Jingle Bells?»                                                  | —                          | —                          | —                          | —                          | —                          | —                          | —                          | —                          | —                          | —                          |              | A Christmas Album                                |
| 1967                                                                              | «Have Yourself a Merry Little Christmas»                         | —                          | —                          | —                          | —                          | —                          | —                          | —                          | —                          | —                          | —                          |              | A Christmas Album                                |
| 1967                                                                              | «The Christmas Song (Chestnuts Roasting on an Open Fire)»        | —                          | —                          | —                          | —                          | —                          | —                          | —                          | —                          | —                          | —                          |              | A Christmas Album                                |
| 1967                                                                              | «The Lord’s Prayer»                                              | —                          | —                          | —                          | —                          | —                          | —                          | —                          | —                          | —                          | —                          |              | A Christmas Album                                |
| 1968                                                                              | «Our Corner of the Night»                                        | —                          | 19                         | 74                         | —                          | —                          | —                          | —                          | —                          | —                          | —                          |              | без альбома                                      |
| 1968                                                                              | «The Morning After»                                              | —                          | —                          | —                          | —                          | —                          | —                          | —                          | —                          | —                          | —                          |              | What About Today?                                |
| 1968                                                                              | «Funny Girl»                                                     | —                          | 25                         | —                          | —                          | —                          | —                          | —                          | —                          | —                          | —                          |              | Funny Girl (Original Soundtrack Recording)       |
| 1968                                                                              | «I’d Rather Be Blue over You (Than Be Happy with Somebody Else)» | —                          | 19                         | —                          | —                          | —                          | —                          | —                          | —                          | —                          | —                          |              | Бисайд сингла «Funny Girl»                       |
| 1968                                                                              | «My Man»                                                         | —                          | —                          | —                          | —                          | —                          | —                          | —                          | —                          | —                          | —                          |              | Funny Girl (Original Soundtrack Recording)       |
| 1969                                                                              | «Frank Mills»                                                    | —                          | —                          | —                          | —                          | —                          | —                          | —                          | —                          | —                          | —                          |              | без альбома                                      |
| 1969                                                                              | «Little Tin Soldier»                                             | —                          | —                          | —                          | —                          | —                          | —                          | —                          | —                          | —                          | —                          |              | What About Today?                                |
| 1969                                                                              | «Honey Pie»                                                      | —                          | 35                         | —                          | —                          | —                          | —                          | —                          | —                          | —                          | —                          |              | Бисайд сингла «Little Tin Soldier»               |
| 1969                                                                              | «What Are You Doing the Rest of Your Life?»                      | —                          | —                          | —                          | —                          | —                          | —                          | —                          | —                          | —                          | —                          |              | Бисайд сингла «The Way We Were»                  |
| 1969                                                                              | «Before the Parade Passes By»                                    | —                          | 23                         | —                          | —                          | —                          | —                          | —                          | —                          | 25                         | —                          |              | Hello, Dolly!                                    |
| 1969                                                                              | «Hello, Dolly!»                                                  | —                          | —                          | —                          | —                          | —                          | —                          | —                          | —                          | —                          | —                          |              | Hello, Dolly!                                    |
| Символ «—» означает, что сингл не попал в чарт или не выпускался в данной стране. |                                                                  |                            |                            |                            |                            |                            |                            |                            |                            |                            |                            |              |                                                  |

#### 1970-е годы
| Год                                                                               | Название                                                       | Наивысшая позиция в чартах | Наивысшая позиция в чартах | Наивысшая позиция в чартах | Наивысшая позиция в чартах | Наивысшая позиция в чартах | Наивысшая позиция в чартах | Наивысшая позиция в чартах | Наивысшая позиция в чартах | Наивысшая позиция в чартах | Наивысшая позиция в чартах | Сертификации                                         | Альбом                                  |
| Год                                                                               | Название                                                       | США Hot 100                | США AC                     | США Cash Box               | АВС                        | БЕЛ                        | ВЕЛ                        | ИРЛ                        | КАН                        | КАН AC                     | НИД                        | Сертификации                                         | Альбом                                  |
| --------------------------------------------------------------------------------- | -------------------------------------------------------------- | -------------------------- | -------------------------- | -------------------------- | -------------------------- | -------------------------- | -------------------------- | -------------------------- | -------------------------- | -------------------------- | -------------------------- | ---------------------------------------------------- | --------------------------------------- |
| 1970                                                                              | «The Best Thing You’ve Ever Done»                              | —                          | 19                         | —                          | —                          | —                          | —                          | —                          | —                          | —                          | —                          |                                                      | The Way We Were                         |
| 1970                                                                              | «On a Clear Day (You Can See Forever)»                         | —                          | —                          | —                          | —                          | —                          | —                          | —                          | —                          | —                          | —                          |                                                      | On a Clear Day You Can See Forever      |
| 1970                                                                              | «Stoney End»                                                   | 6                          | 2                          | 7                          | 66                         | —                          | 27                         | —                          | 5                          | 29                         | —                          |                                                      | Stoney End                              |
| 1971                                                                              | «Time and Love»                                                | 51                         | 3                          | 48                         | —                          | —                          | —                          | —                          | —                          | 25                         | —                          |                                                      | Stoney End                              |
| 1971                                                                              | «Flim Flam Man»                                                | 82                         | 7                          | 69                         | —                          | —                          | —                          | —                          | 62                         | 17                         | —                          |                                                      | Stoney End                              |
| 1971                                                                              | «Where You Lead»                                               | 40                         | 3                          | 40                         | 72                         | —                          | —                          | —                          | 44                         | 23                         | —                          |                                                      | Barbra Joan Streisand                   |
| 1971                                                                              | «Mother»                                                       | 79                         | 24                         | 88                         | —                          | —                          | —                          | —                          | 74                         | —                          | —                          |                                                      | Barbra Joan Streisand                   |
| 1971                                                                              | «Space Captain»                                                | —                          | —                          | —                          | —                          | —                          | —                          | —                          | —                          | —                          | —                          |                                                      | Barbra Joan Streisand                   |
| 1972                                                                              | «Sweet Inspiration / Where You Lead»                           | 37                         | 15                         | 41                         | —                          | —                          | —                          | —                          | 37                         | —                          | —                          |                                                      | Live Concert at the Forum               |
| 1972                                                                              | «Sing a Song / Make Your Own Kind of Music»                    | 94                         | 28                         | —                          | —                          | —                          | —                          | —                          | —                          | 25                         | —                          |                                                      | Live Concert at the Forum               |
| 1972                                                                              | «Didn’t We»                                                    | 82                         | 22                         | 65                         | —                          | —                          | —                          | —                          | —                          | 46                         | —                          |                                                      | Live Concert at the Forum               |
| 1973                                                                              | «If I Close My Eyes»                                           | —                          | —                          | —                          | —                          | —                          | —                          | —                          | —                          | —                          | —                          |                                                      | Up the Sandbox                          |
| 1973                                                                              | «The Way We Were»                                              | 1                          | 1                          | 1                          | 7                          | —                          | 31                         | —                          | 1                          | 1                          | —                          | - RIAA: Платиновый                                   | The Way We Were                         |
| 1974                                                                              | «All in Love Is Fair»                                          | 63                         | 10                         | 60                         | —                          | —                          | —                          | —                          | 60                         | —                          | —                          |                                                      | The Way We Were                         |
| 1974                                                                              | «Guava Jelly»                                                  | —                          | —                          | 83                         | —                          | —                          | —                          | —                          | —                          | —                          | —                          |                                                      | ButterFly                               |
| 1975                                                                              | «Jubilation»                                                   | —                          | —                          | —                          | —                          | —                          | —                          | —                          | —                          | —                          | —                          |                                                      | ButterFly                               |
| 1975                                                                              | «How Lucky Can You Get»                                        | —                          | 27                         | —                          | —                          | —                          | —                          | —                          | —                          | 19                         | —                          |                                                      | Funny Lady                              |
| 1975                                                                              | «My Father’s Song»                                             | —                          | 11                         | —                          | —                          | —                          | —                          | —                          | —                          | 15                         | —                          |                                                      | Lazy Afternoon                          |
| 1975                                                                              | «Shake Me, Wake Me (When It’s Over)»                           | —                          | —                          | —                          | —                          | —                          | —                          | —                          | —                          | —                          | —                          |                                                      | Lazy Afternoon                          |
| 1976                                                                              | «Evergreen (Love Theme from A Star Is Born)»                   | 1                          | 1                          | 1                          | 5                          | 27                         | 3                          | 4                          | 1                          | 1                          | 18                         | - RIAA: Платиновый - CRIA: Золотой - BPI: Серебряный | A Star Is Born                          |
| 1977                                                                              | «My Heart Belongs to Me»                                       | 4                          | 1                          | 5                          | 46                         | —                          | —                          | —                          | 3                          | 1                          | —                          |                                                      | Superman                                |
| 1978                                                                              | «Songbird»                                                     | 25                         | 1                          | 33                         | 92                         | —                          | —                          | —                          | 33                         | 1                          | —                          |                                                      | Songbird                                |
| 1978                                                                              | «Prisoner (Love Theme from Eyes of Laura Mars)»                | 21                         | 48                         | 35                         | —                          | —                          | —                          | —                          | 48                         | 28                         | —                          |                                                      | Eyes of Laura Mars                      |
| 1978                                                                              | «You Don’t Bring Me Flowers» (совместно с Нилом Даймондом)     | 1                          | 3                          | 1                          | 4                          | 17                         | 5                          | 4                          | 1                          | 1                          | 14                         | - RIAA: Платиновый - CRIA: Золотой - BPI: Золотой    | Barbra Streisand’s Greatest Hits Vol. 2 |
| 1979                                                                              | «Superman»                                                     | —                          | 29                         | —                          | —                          | —                          | —                          | —                          | —                          | 18                         | —                          |                                                      | Superman                                |
| 1979                                                                              | «The Main Event / Fight»                                       | 3                          | 2                          | 3                          | 21                         | —                          | —                          | —                          | 5                          | 1                          | —                          | - RIAA: Золотой                                      | The Main Event                          |
| 1979                                                                              | «No More Tears (Enough Is Enough)» (совместно с Донной Саммер) | 1                          | 7                          | 1                          | 8                          | 16                         | 3                          | 7                          | 2                          | 6                          | 20                         | - RIAA: Платиновый - CRIA: Золотой - BPI: Серебряный | Wet                                     |
| 1979                                                                              | «Kiss Me in the Rain»                                          | 37                         | 9                          | 50                         | —                          | —                          | —                          | —                          | 67                         | 1                          | —                          |                                                      | Wet                                     |
| Символ «—» означает, что сингл не попал в чарт или не выпускался в данной стране. |                                                                |                            |                            |                            |                            |                            |                            |                            |                            |                            |                            |                                                      |                                         |

#### 1980-е годы
| Год                                                                               | Название                                           | Наивысшая позиция в чартах | Наивысшая позиция в чартах | Наивысшая позиция в чартах | Наивысшая позиция в чартах | Наивысшая позиция в чартах | Наивысшая позиция в чартах | Наивысшая позиция в чартах | Наивысшая позиция в чартах | Наивысшая позиция в чартах | Наивысшая позиция в чартах | Сертификации                      | Альбом                               |
| Год                                                                               | Название                                           | США Hot 100                | США AC                     | США Cash Box               | АВС                        | БЕЛ                        | ВЕЛ                        | ИРЛ                        | КАН                        | КАН AC                     | НИД                        | Сертификации                      | Альбом                               |
| --------------------------------------------------------------------------------- | -------------------------------------------------- | -------------------------- | -------------------------- | -------------------------- | -------------------------- | -------------------------- | -------------------------- | -------------------------- | -------------------------- | -------------------------- | -------------------------- | --------------------------------- | ------------------------------------ |
| 1980                                                                              | «Woman in Love»                                    | 1                          | 1                          | 1                          | 1                          | 1                          | 1                          | 1                          | 1                          | 1                          | 1                          | - RIAA: Платиновый - BPI: Золотой | Guilty                               |
| 1980                                                                              | «Guilty» (совместно с Барри Гиббом)                | 3                          | 5                          | 8                          | 37                         | 9                          | 34                         | 21                         | 13                         | 32                         | 12                         | - RIAA: Золотой                   | Guilty                               |
| 1981                                                                              | «What Kind of Fool» (совместно с Барри Гиббом)     | 10                         | 1                          | 10                         | —                          | —                          | —                          | —                          | 17                         | —                          | —                          |                                   | Guilty                               |
| 1981                                                                              | «Promises»                                         | 48                         | 8                          | 48                         | —                          | —                          | —                          | —                          | —                          | 5                          | —                          |                                   | Guilty                               |
| 1981                                                                              | «Comin’ In and Out of Your Life»                   | 11                         | 2                          | 9                          | 84                         | —                          | 66                         | —                          | 24                         | 1                          | 19                         |                                   | Memories                             |
| 1982                                                                              | «Memory»                                           | 52                         | 9                          | 48                         | 59                         | —                          | 34                         | —                          | —                          | 3                          | 19                         |                                   | Memories                             |
| 1983                                                                              | «The Way He Makes Me Feel»                         | 40                         | 1                          | 26                         | —                          | —                          | —                          | —                          | 34                         | 1                          | —                          |                                   | Yentl                                |
| 1984                                                                              | «Papa, Can You Hear Me?»                           | —                          | 26                         | —                          | —                          | —                          | —                          | —                          | —                          | 14                         | —                          |                                   | Yentl                                |
| 1984                                                                              | «Left in the Dark»                                 | 50                         | 4                          | 37                         | 27                         | 27                         | 85                         | —                          | 87                         | 2                          | 20                         |                                   | Emotion                              |
| 1984                                                                              | «Make No Mistake, He’s Mine» (совместно Ким Карнс) | 51                         | 8                          | 42                         | —                          | —                          | 92                         | —                          | 89                         | 5                          | —                          |                                   | Emotion                              |
| 1985                                                                              | «Emotion»                                          | 79                         | 14                         | 79                         | —                          | —                          | —                          | —                          | 97                         | 18                         | —                          |                                   | Emotion                              |
| 1985                                                                              | «Somewhere»                                        | 43                         | 5                          | 50                         | —                          | —                          | 88                         | —                          | 72                         | 2                          | —                          |                                   | The Broadway Album                   |
| 1986                                                                              | «Send In the Clowns»                               | —                          | 25                         | —                          | —                          | —                          | —                          | —                          | —                          | 2                          | —                          |                                   | The Broadway Album                   |
| 1988                                                                              | «Till I Loved You» (совместно с Доном Джонсоном)   | 25                         | 3                          | 26                         | 34                         | 3                          | 16                         | 9                          | —                          | —                          | 4                          |                                   | Till I Loved You                     |
| 1988                                                                              | «All I Ask of You»                                 | —                          | 15                         | —                          | —                          | —                          | 77                         | —                          | —                          | —                          | 56                         |                                   | Till I Loved You                     |
| 1989                                                                              | «What Were We Thinking Of»                         | —                          | 32                         | —                          | —                          | —                          | —                          | —                          | —                          | —                          | —                          |                                   | Till I Loved You                     |
| 1989                                                                              | «We’re Not Makin’ Love Anymore»                    | —                          | 10                         | —                          | —                          | —                          | 85                         | —                          | —                          | 15                         | 89                         |                                   | A Collection: Greatest Hits…and More |
| 1989                                                                              | «Someone That I Used to Love»                      | —                          | 25                         | —                          | —                          | —                          | —                          | —                          | —                          | —                          | 86                         |                                   | A Collection: Greatest Hits…and More |
| Символ «—» означает, что сингл не попал в чарт или не выпускался в данной стране. |                                                    |                            |                            |                            |                            |                            |                            |                            |                            |                            |                            |                                   |                                      |

#### 1990-е годы
| Год                                                                               | Название                                                  | Наивысшая позиция в чартах | Наивысшая позиция в чартах | Наивысшая позиция в чартах | Наивысшая позиция в чартах | Наивысшая позиция в чартах | Наивысшая позиция в чартах | Наивысшая позиция в чартах | Наивысшая позиция в чартах | Наивысшая позиция в чартах | Наивысшая позиция в чартах | Сертификации                                                        | Альбом                   |
| Год                                                                               | Название                                                  | США Hot 100                | США AC                     | США Country                | АВС                        | БЕЛ                        | ВЕЛ                        | ИРЛ                        | КАН                        | КАН AC                     | НИД                        | Сертификации                                                        | Альбом                   |
| --------------------------------------------------------------------------------- | --------------------------------------------------------- | -------------------------- | -------------------------- | -------------------------- | -------------------------- | -------------------------- | -------------------------- | -------------------------- | -------------------------- | -------------------------- | -------------------------- | ------------------------------------------------------------------- | ------------------------ |
| 1991                                                                              | «Places That Belong to You»                               | —                          | 43                         | —                          | —                          | —                          | 17                         | 29                         | —                          | 34                         | —                          |                                                                     | The Prince of Tides      |
| 1992                                                                              | «For All We Know»                                         | —                          | —                          | —                          | —                          | —                          | —                          | —                          | —                          | —                          | —                          |                                                                     | The Prince of Tides      |
| 1993                                                                              | «With One Look»                                           | —                          | —                          | —                          | —                          | —                          | 30                         | —                          | —                          | —                          | —                          |                                                                     | Back to Broadway         |
| 1993                                                                              | «Children Will Listen»                                    | —                          | —                          | —                          | —                          | —                          | —                          | —                          | —                          | —                          | —                          |                                                                     | Back to Broadway         |
| 1993                                                                              | «Speak Low»                                               | —                          | —                          | —                          | —                          | —                          | —                          | —                          | —                          | —                          | —                          |                                                                     | Back to Broadway         |
| 1994                                                                              | «The Music of the Night» (совместно с Майклом Кроуфордом) | —                          | —                          | —                          | —                          | —                          | 54                         | —                          | —                          | —                          | —                          |                                                                     | Back to Broadway         |
| 1994                                                                              | «As If We Never Said Goodbye»                             | —                          | —                          | —                          | —                          | —                          | 20                         | —                          | —                          | —                          | —                          |                                                                     | Back to Broadway         |
| 1994                                                                              | «Ordinary Miracles»                                       | —                          | —                          | —                          | —                          | —                          | —                          | —                          | —                          | —                          | —                          |                                                                     | Barbra: The Concert      |
| 1994                                                                              | «Evergreen (Live)»                                        | —                          | —                          | —                          | —                          | —                          | —                          | —                          | —                          | —                          | —                          |                                                                     | Barbra: The Concert      |
| 1996                                                                              | «I Finally Found Someone» (совместно с Брайаном Адамсом)  | 8                          | 2                          | —                          | 2                          | 6                          | 10                         | 1                          | 14                         | 2                          | 16                         | - ARIA: Золотой - ARIA: Золотой                                     | The Mirror Has Two Faces |
| 1997                                                                              | «Tell Him» (совместно с Селин Дион)                       | —                          | 5                          | —                          | 9                          | 3                          | 3                          | 2                          | 12                         | 1                          | 1                          | - ARIA: Золотой - BEA: Платиновый - NVPI: Платиновый - BPI: Золотой | Higher Ground            |
| 1998                                                                              | «If I Could»                                              | —                          | —                          | —                          | —                          | —                          | —                          | —                          | —                          | —                          | —                          |                                                                     | Higher Ground            |
| 1998                                                                              | «Higher Ground»                                           | —                          | —                          | —                          | —                          | —                          | —                          | —                          | —                          | —                          | —                          |                                                                     | Higher Ground            |
| 1999                                                                              | «I’ve Dreamed of You»                                     | —                          | —                          | —                          | —                          | —                          | —                          | —                          | 12                         | 91                         | —                          |                                                                     | A Love Like Ours         |
| 1999                                                                              | «If You Ever Leave Me» (совместно с Винсом Гиллом)        | —                          | —                          | 62                         | 92                         | —                          | 26                         | —                          | —                          | 29                         | 82                         |                                                                     | A Love Like Ours         |
| Символ «—» означает, что сингл не попал в чарт или не выпускался в данной стране. |                                                           |                            |                            |                            |                            |                            |                            |                            |                            |                            |                            |                                                                     |                          |

#### 2000-е годы
| Год                                                                               | Название                                                   | Наивысшая позиция в чартах | Наивысшая позиция в чартах | Наивысшая позиция в чартах | Наивысшая позиция в чартах | Наивысшая позиция в чартах | Альбом             |
| Год                                                                               | Название                                                   | США AC                     | США Dance                  | ВЕЛ                        | ВЕН Radio                  | ШОТ                        | Альбом             |
| --------------------------------------------------------------------------------- | ---------------------------------------------------------- | -------------------------- | -------------------------- | -------------------------- | -------------------------- | -------------------------- | ------------------ |
| 2001                                                                              | «It Must Have Been the Mistletoe»                          | 28                         | —                          | —                          | —                          | —                          | Christmas Memories |
| 2002                                                                              | «I Won’t Be the One to Let Go» (совместно с Барри Манилоу) | —                          | —                          | —                          | —                          | —                          | Duets              |
| 2005                                                                              | «Stranger in a Strange Land»                               | 39                         | —                          | 111                        | 32                         | 66                         | Guilty Pleasures   |
| 2005                                                                              | «Night of My Life»                                         | —                          | 2                          | —                          | —                          | —                          | Guilty Pleasures   |
| 2005                                                                              | «Come Tomorrow» (совместно с Барри Гиббом)                 | —                          | —                          | 95                         | —                          | 57                         | Guilty Pleasures   |
| 2005                                                                              | «Above the Law» (совместно с Барри Гиббом)                 | —                          | —                          | —                          | —                          | —                          | Guilty Pleasures   |
| 2009                                                                              | «In the Wee Small Hours of the Morning»                    | —                          | —                          | —                          | —                          | —                          | Love Is the Answer |
| Символ «—» означает, что сингл не попал в чарт или не выпускался в данной стране. |                                                            |                            |                            |                            |                            |                            |                    |

#### 2010-е годы
| Год                                                                               | Название                                                | Наивысшая позиция в чартах | Наивысшая позиция в чартах | Альбом             |
| Год                                                                               | Название                                                | США Dance                  | ВЕН                        | Альбом             |
| --------------------------------------------------------------------------------- | ------------------------------------------------------- | -------------------------- | -------------------------- | ------------------ |
| 2012                                                                              | «I’ll Be Home for Christmas»                            | —                          | 9                          | Christmas Memories |
| 2014                                                                              | «It Had to Be You» (совместно с Майклом Бубле)          | —                          | —                          | Partners           |
| 2014                                                                              | «What Kind of Fool» (совместно с Джоном Леджендом)      | —                          | —                          | Partners           |
| 2016                                                                              | «Enough Is Enough 2017» (совместно с Барброй Стрейзанд) | 3                          | —                          | без альбома        |
| 2018                                                                              | «Don’t Lie to Me»                                       | 8                          | —                          | Walls              |
| Символ «—» означает, что сингл не попал в чарт или не выпускался в данной стране. |                                                         |                            |                            |                    |

### Как приглашённый артист
| Год                                                                               | Название                                                                  | Наивысшая позиция в чартах | Наивысшая позиция в чартах | Альбом           |
| Год                                                                               | Название                                                                  | США Classical Digital      | США Holiday Digital        | Альбом           |
| --------------------------------------------------------------------------------- | ------------------------------------------------------------------------- | -------------------------- | -------------------------- | ---------------- |
| 1994                                                                              | «I’ve Got a Crush on You» (совместно с Фрэнком Синатрой)                  | —                          | —                          | Duets            |
| 2011                                                                              | «Somewhere» (совместно с Джеки Иванко)                                    | 1                          | —                          | Dream with Me    |
| 2013                                                                              | «When You Wish Upon a Star» (совместно с Мэри Джей Блайдж и Крисом Ботти) | —                          | 10                         | A Mary Christmas |
| Символ «—» означает, что сингл не попал в чарт или не выпускался в данной стране. |                                                                           |                            |                            |                  |

## Видеография

### Видеоальбомы
| Год  | Название                                                            | Позиция | Сертификации                          |
| Год  | Название                                                            | США     | Сертификации                          |
| ---- | ------------------------------------------------------------------- | ------- | ------------------------------------- |
| 1986 | My Name Is Barbra                                                   | 4       | - RIAA: Золотой                       |
| 1986 | Color Me Barbra                                                     | 3       | - RIAA: Золотой                       |
| 1986 | A Happening in Central Park                                         | 13      |                                       |
| 1986 | Putting It Together: The Making of The Broadway Album               | 8       | - RIAA: Золотой                       |
| 1988 | One Voice                                                           | 9       |                                       |
| 1994 | Barbra: The Concert                                                 | 1       | - RIAA: 4хПлатиновый                  |
| 2001 | Timeless: Live in Concert                                           | 1       | - RIAA: Платиновый - ARIA: Платиновый |
| 2004 | Barbra: The Concert Live at the MGM Grand                           | 3       | - RIAA: Платиновый                    |
| 2005 | Barbra Streisand: The Television Specials DVD Box Set               | 11      | - RIAA: 5хПлатиновый                  |
| 2009 | Streisand: The Concerts DVD Box Set                                 | 1       | - RIAA: Платиновый                    |
| 2010 | One Night Only Barbra Streisand and Quartet at The Village Vanguard | 1       | - RIAA: Платиновый                    |
| 2013 | Back to Brooklyn                                                    | 1       |                                       |

### Музыкальные видео
| Год  | Название                                                 | Режиссёр           |
| ---- | -------------------------------------------------------- | ------------------ |
| 1977 | «My Heart Belongs to Me»                                 | неизвестно         |
| 1980 | «Woman in Love»                                          | неизвестно         |
| 1984 | «Memory»                                                 | неизвестно         |
| 1984 | «Left in the Dark»                                       | Джонатан Каплан    |
| 1984 | «Emotion»                                                | Ричард Баскин      |
| 1985 | «Somewhere»                                              | Уильям Фридкин     |
| 1989 | «We’re Not Making Love Anymore»                          | неизвестно         |
| 1991 | «For All We Know»                                        | неизвестно         |
| 1992 | «Places That Belong to You»                              | неизвестно         |
| 1996 | «I Finally Found Someone»                                | Барбра Стрейзанд   |
| 1997 | «Tell Him»                                               | Скотт Флойд Лочмус |
| 1999 | «If You Ever Leave Me»                                   | Джим Ши            |
| 2005 | «Stranger in a Strange Land»                             | Рик Уолкер         |
| 2005 | «Above the Law»                                          | Рик Уолкер         |
| 2005 | «Letting Go»                                             | Рик Уолкер         |
| 2005 | «Hideaway»                                               | Рик Уолкер         |
| 2010 | «We Are the World 25 for Haiti»                          | Пол Хаггис         |
| 2014 | «Somewhere»                                              | неизвестно         |
| 2016 | «Loving You»                                             | Барбра Стрейзанд   |
| 2016 | «Anything You Can Do»                                    | Барбра Стрейзанд   |
| 2016 | «I’ll Be Seeing You / I’ve Grown Accustomed to Her Face» | Барбра Стрейзанд   |
| 2016 | «Take Me to the World»                                   | Барбра Стрейзанд   |
| 2016 | «Pure Imagination»                                       | Барбра Стрейзанд   |
| 2016 | «Fifty Percent»                                          | Барбра Стрейзанд   |
| 2016 | «The Best Thing That Ever Has Happened»                  | Барбра Стрейзанд   |
| 2016 | «Any Moment Now»                                         | Барбра Стрейзанд   |
| 2016 | «Who Can I Turn To (When Nobody Needs Me)»               | Барбра Стрейзанд   |
| 2016 | «Climb Ev’ry Mountain»                                   | Барбра Стрейзанд   |
| 2016 | «At the Ballet»                                          | Барбра Стрейзанд   |

### Комментарии
1. ↑  Live at the Bon Soir не попал в чарт UK Albums Chart, но занял 34-е место в чарте UK Digital Albums[39].